# 旭富士正也
旭富士正也（日语：／ Asahifuji Seiya，1960年7月6日—），本名杉野森正也，青森縣西津輕郡木造町（現為津輕市）出身的退役日本大相撲力士、第63代横綱（平成年間第一位横綱），現役時期身高188cm、體重143kg，所屬相撲部屋是大島部屋，現為年寄宮城野親方。

## 相撲生涯

### 入門-關脇時期
高中時期的杉野森正也曾在第33回國民體育大會取得相撲少年團體組優勝。他在高中畢業後進入相撲名門近畿大學就讀，但在二年級時退出相撲社並從大學退學。雖然曾從大學中途退學，他也在晉升大關之後通過線上進修的方式從近畿大學畢業。
之後杉野森短暫的回到故鄉從事漁業工作，後接受當時的大島親方（原大關・旭國）勸說，決定加入大島部屋。當時的大島部屋還只是剛創設一年、沒有任何關取在位的小部屋，而當時20歲的杉野森是整個部屋最年長的力士。
1981年1月，杉野森正式加入大相撲，由於沒有學生時代的實績，不符合幕下付出的條件，因此他的相撲生涯必須從前相撲起步，20歲才進入前相撲在當時是十分難見場景，但他很快地在三月場所取得序之口優勝，並在五月場所將四股名改為「旭富士」，取自師傅旭國及昭和的大橫綱千代之富士。
1983年三月場所，旭富士僅僅花了兩年的時間便晉升幕內，並迅速的在同年的十一月場所晉升小結。之後旭富士在幕內拼鬥數年，共計獲得2個殊勳賞、2個敢鬥賞和5個技能賞，也包含兩顆金星（分別來自北之湖與雙羽黑）。
1987年11月，在連續四場所關脇在位、連續三場所獲得技能賞、近三場所共計33勝後，27歲的旭富士晉升為大關。

### 大關時期
1988年一月場所，13連勝的旭富士在第14日敗給了橫綱北勝海，但在千秋樂擊敗了另一位橫綱千代之富士，以14-1的戰績獲得第一次優勝，但在三月場所第一次挑戰綱取（成為橫綱）失敗。
1989年一月至五月連續三個場所，旭富士分別取得了14-1、13-2、13-2的好成績，包含在一月及五月場所兩次進入優勝決定戰才敗下陣來，但橫綱審議委員會對於是否將他推舉為橫綱存有疑慮，畢竟最後都沒有取得優勝，加上當時橫綱雙羽黑因醜聞退休，成為第一個沒有任何優勝的橫綱，也讓橫綱審議委員會對於推舉的標準更加慎重，最終旭富士還是沒能如願成為橫綱。
不只沒能晉升為橫綱，旭富士的舊疾胰腺炎的惡化，也使得他在接下來幾個場所只能勉強取得8到9勝的成績，一邊調整身體狀況、一邊繼續出賽，雖然當時只有29歲，但很多人已經認為他無法成為橫綱。
然而，旭富士的身體狀況在經過調養之後逐漸好轉，1990年五月場所，雖然在中日敗給千代之富士，旭富士最終以14-1的好成績取得第二次優勝，再度獲得挑戰綱取的機會。同年七月場所，剛滿30歲的旭富士在千秋樂擊敗強敵千代之富士，再度以14-1的成績取得第三次優勝、同時是連續兩個場所優勝，也在場所後正式晉升為橫綱。
旭富士在合計17個場所的大關在位期間，從來沒有獲得過負越（勝少敗多）的成績，因此也沒有進入過角番，在晉升為橫綱的力士中只輸給武藏丸的32場大關0負越紀錄。
從第63代橫綱旭富士開始至70代橫綱日馬富士，皆為取得連兩場所優勝後才晉升，這與前面提及的橫綱推舉標準提高有關，直到第71代橫綱鶴龍以一次準優勝加一次優勝獲得推舉後晉升橫綱為止。

### 橫綱時期-退役
1990年九月場所，旭富士成為平成年間晉升的第一位橫綱，他的橫綱入土俵選擇的是立浪一門傳統的不知火型，而負責傳授的是不同一門所屬的佐渡嶽親方（元橫綱・琴櫻）。
晉升為橫綱後的幾場比賽，旭富士一直保持著不錯的成績。1991年五月場所，兩位橫綱北勝海、大乃國皆休場，而千代之富士則在第3日結束後宣布引退，使得旭富士成為該場所唯一的橫綱。千秋樂時13勝1負的旭富士對上14連勝、單獨領先的巨漢大關小錦，結果旭富士在千秋樂之戰與優勝決定戰連續兩次擊敗小錦，逆轉獲得了第四次的優勝，也是旭富士現役最後的優勝。
隨後旭富士的身體狀況持續走下坡，受到胰腺炎等慢性病的困擾，讓他不得不提出休場調整身體。1992年一月場所，回歸的旭富士從初日開始經歷了三連敗後，決定宣布退休，也讓他成為僅僅在位9場所的短命橫綱。
在旭富士退休後的兩個場所，唯一在位的橫綱北勝海也宣布退休，這代表日本大相撲在一年的時間內失去了在位的所有四名橫綱，直到曙晉升為止，持續了接近兩年橫綱不在（沒有橫綱在位）的狀態。

### 親方時期
退休後的旭富士利用「橫綱五年年寄」的資格，以旭富士作為年寄名留在協會。因為妻子為春日山親方（元前頭・大昇）的親戚，旭富士曾一度考慮繼承年寄春日山，但當時同為青森縣出身且同屬立浪一門的安治川親方（元関脇・陸奥嵐）因病退休，因此旭富士最終決定繼承年寄安治川，並作為安治川部屋的繼任者，在1993年五月離開大島部屋，成為安治川部屋的師匠。
之後安治川親方培養出了陸奧北海，以及安美錦、安壯富士兩兄弟等等關取。2007年五月場所後，同屬立浪一門、宮城野部屋的白鵬晉升為橫綱，也代表相隔17年後一門內再度有力士晉升為橫綱，而安治川親方也接下傳授白鵬不知火型入土俵的工作。
2007年11月30日，協會承認了安治川親方的年寄變更（年寄・安治川→年寄・伊勢濱），部屋名也改為伊勢濱部屋。
2012年九月場所後，蒙古出身的弟子日馬富士晉升為第70代橫綱，日馬富士選用與師傅伊勢濱親方相同的不知火型橫綱入土俵，這也是史上第一次有複數不知火型入土俵的橫綱在位（白鵬、日馬富士）。2015年5月，同為蒙古出身的弟子照之富士（幕下時期移籍自間垣部屋）晉升為大關。
2017年十一月場所，弟子日馬富士因對貴之岩的暴行而引退，伊勢濱親方也引咎辭職了相撲協會的理事職務。
2021年三月場所後，弟子照之富士成功復歸為大關，並於同年9月晉升為橫綱。
2021年十月進行還曆土俵入。原訂2020年7月舉行，但因為嚴重特殊傳染性肺炎的影響而拖延了一年多。
2025年6月9日，因旭富士已達65歲強制退休年齡，便將伊勢濱名跡交由弟子照之富士繼承，同時前宮城野親方白鵬翔退職，旭富士繼承宮城野名跡。

## 總戰績

### 生涯戰績
- 通算成績：575勝324敗35休 勝率.640
- 幕内成績：487勝277敗35休 勝率.637
- 大関成績：194勝61敗 勝率.761
  - 大關在位：17場所
- 横綱成績：71勝29敗24休 勝率.710
  - 横綱在位：9場所
- （幕内）連續勝越紀錄：28場所（歷史第4位・1987年1月場所〜1991年7月場所）

### 優勝
- 幕内優勝：4次（1988年1月場所、1990年5月場所、1990年7月場所、1991年5月場所）
- 幕下優勝：1次（1981年11月場所）
- 三段目優勝：1次（1981年7月場所）
- 序之口優勝：1次（1981年3月場所）

### 三賞・金星
- 三賞：9回
  - 殊勲賞：2次（1986年1月場所、1986年5月場所）
  - 敢闘賞：2次（1984年11月場所、1987年9月場所）
  - 技能賞：5次（1985年3月場所、1985年9月場所、1987年5月場所、1987年7月場所、1987年9月場所）
- 金星：2個（北之湖1個、雙羽黑1個）

### 各場所成績
| | 1月場所 初場所（東京） | 3月場所 春場所（大阪） | 5月場所 夏場所（東京） | 7月場所 名古屋場所（愛知） | 9月場所 秋場所（東京） | 11月場所 九州場所（福岡） |
| --- | ---------------------- | ---------------------- | ---------------------- | -------------------------- | ---------------------- | ------------------------- |
| 1981年 （昭和56年） | 番付外 2–1             | 西 序之口 #27 優勝 7–0 | 東 序二段 #44 6–1      | 西 三段目 #77 優勝 7–0     | 東 幕下 #60 4–3        | 西 幕下 #47 優勝 7–0      |
| 1982年 （昭和57年） | 東 幕下 #2 5–2         | 西 十兩 #10 9–6        | 西 十兩 #6 6–9         | 西 十兩 #8 9–6             | 東 十兩 #4 7–8         | 西 十兩 #6 9–6            |
| 1983年 （昭和58年） | 東 十兩 #1 10–5        | 西 前頭 #10 8–7        | 東 前頭 #4 4–11        | 東 前頭 #11 9–6            | 西 前頭 #5 8–7         | 西 小結 6–9               |
| 1984年 （昭和59年） | 東 前頭 #4 1–3–11      | 東 前頭 #14 9–6        | 東 前頭 #6 8–7         | 西 前頭 #2 8–7 ★           | 西 小結 5–10           | 東 前頭 #5 11–4 敢        |
| 1985年 （昭和60年） | 東 小結 7–8            | 東 前頭 #1 9–6 技      | 東 小結 8–7            | 東 小結 5–10               | 東 前頭 #2 10–5 技     | 東 小結 8–7               |
| 1986年 （昭和61年） | 西 關脇 11–4 殊        | 東 關脇 7–8            | 西 小結 10–5 殊        | 西 關脇 4–11               | 東 前頭 #2 8–7 ★       | 西 小結 7–8               |
| 1987年 （昭和62年） | 東 前頭 #1 8–7         | 西 關脇 10–5           | 西 關脇 10–5 技        | 東 關脇 11–4 技            | 東 關脇 12–3 技敢      | 西 大關 11–4              |
| 1988年 （昭和63年） | 東 大關 14–1           | 東 大關 12–3           | 東 大關 12–3           | 東 大關 11–4               | 東 大關 12–3           | 東 大關 12–3              |
| 1989年 （平成元年） | 東 大關 14–1           | 東 大關 13–2           | 東 大關 13–2           | 東 大關 8–7                | 西 大關 9–6            | 西 大關 8–7               |
| 1990年 （平成2年） | 西 大關 9–6            | 西 張出大關 8–7        | 西 張出大關 14–1       | 東 大關 14–1               | 西 横綱 13–2           | 西 横綱 12–3              |
| 1991年 （平成3年） | 西 横綱 11–4           | 西 横綱 11–4           | 東 張出横綱 14–1       | 東 横綱 8–7                | 西 横綱 2–4–9          | 東 横綱 休場 0–0–15       |
| 1992年 （平成4年） | 西 横綱 引退 0–4–0     | x                      | x                      | x                          | x                      | x                         |
| 各欄数字按「勝-負-休場」表示。 優勝 引退 十兩･幕下 三賞：敢=敢鬬賞、殊=殊勛賞、技=技能賞 其他：★=金星 番付階級：幕内 - 十兩 - 幕下 - 三段目 - 序二段 - 序之口 幕内序列：横綱 - 大關 - 關脅 - 小結 - 前頭（「#数字」为出场顺序） |                        |                        |                        |                            |                        |                           |

### 主要力士（横綱・大關）對戰成績
| 力士名     | 勝  | 負   | 力士名 | 勝    | 負 | 力士名 | 勝 | 負   |
| ---------- | --- | ---- | ------ | ----- | -- | ------ | -- | ---- |
| 曙         | 2   | 3    | 朝潮   | 22    | 5  | 大乃國 | 10 | 26   |
| 北之湖     | 3   | 3(1) | 琴風   | 4(1)  | 4  | 霧島   | 15 | 6    |
| 小錦       | 22* | 14   | 隆之里 | 1     | 7  | 貴花田 | 2  | 1    |
| 千代之富士 | 6   | 30   | 雙羽黑 | 6     | 12 | 北勝海 | 19 | 21** |
| 北天佑     | 22  | 16   | 若嶋津 | 12(1) | 9  | 若花田 | 2  | 2    |

- 優勝決定戰對戰：小錦1勝、北勝海2敗。

（括號內的數字為不戰勝、不戰敗）

## 註解
1. ↑  . 日刊スポーツ. 2021年10月3日  [2022年8月20日]. （原始内容存档于2022年8月20日）.
2. ↑  因右腳關節扭傷而從第四日開始休場
3. 1 2  與北勝海進行優勝決定戰
4. ↑  與小錦進行優勝決定戰
5. ↑  因慢性胰腺炎、腰椎滑脫症而從第6日開始休場
6. ↑  因慢性胰腺炎、腰椎滑脫症而全休

## 外部連結
- 旭富士 正也 （页面存档备份，存于） - goo 大相撲
- 旭富士 正也・生涯星取表 （页面存档备份，存于）
- 伊勢濱部屋 官方首頁 （页面存档备份，存于）